# Premiership Rugby 2009-10
La Liga de Inglaterra de Rugby 15 2009-10, más conocido como Guinness Premiership 2009-10 (por razones comerciales) fue la vigésimo tercera edición del torneo más importante de rugby de Inglaterra.

## Formato
El torneo se disputó en dos etapas, la primera una fase regular en donde cada equipo se enfrentó en condición de local y de visitante a cada uno de sus rivales, posteriormente los cuatro mejores equipos clasificaron a la postemporada, enfrentándose en eliminaciones directas comenzando desde las semifinales. 
El último clasificado de la fase regular descendió al RFU Championship.

## Desarrollo

### Fase regular
| Pos. | Equipo             | Encuentros | Encuentros | Encuentros | Encuentros | Tantos | Tantos | Tantos | PB | PB | Puntos |
| Pos. | Equipo             | PJ         | PG         | PE         | PP         | F      | C      | Dif    | BO | BD | Puntos |
| ---- | ------------------ | ---------- | ---------- | ---------- | ---------- | ------ | ------ | ------ | -- | -- | ------ |
| 1.º  | Leicester Tigers   | 22         | 15         | 1          | 6          | 541    | 325    | 216    | 7  | 4  | 73     |
| 2.º  | Northampton Saints | 22         | 16         | 0          | 6          | 472    | 322    | 150    | 2  | 5  | 71     |
| 3.º  | Saracens           | 22         | 15         | 1          | 6          | 480    | 367    | 113    | 2  | 5  | 69     |
| 4.º  | Bath               | 22         | 12         | 2          | 8          | 450    | 366    | 84     | 5  | 4  | 61     |
| 5.º  | London Wasps       | 22         | 13         | 0          | 9          | 394    | 399    | −5     | 2  | 3  | 57     |
| 6.º  | London Irish       | 22         | 10         | 3          | 9          | 469    | 384    | 85     | 3  | 3  | 52     |
| 7.º  | Gloucester         | 22         | 10         | 1          | 11         | 470    | 457    | 13     | 2  | 4  | 48     |
| 8.º  | Harlequins         | 22         | 9          | 2          | 11         | 420    | 484    | −64    | 3  | 3  | 46     |
| 9.º  | Newcastle Falcons  | 22         | 6          | 4          | 12         | 319    | 431    | −112   | 1  | 4  | 37     |
| 10.º | Leeds Carnegie     | 22         | 7          | 1          | 14         | 283    | 493    | −210   | 0  | 6  | 36     |
| 11.º | Sale Sharks        | 22         | 6          | 1          | 15         | 333    | 495    | −162   | 0  | 6  | 32     |
| 12.º | Worcester Warriors | 22         | 3          | 4          | 15         | 312    | 420    | −108   | 0  | 8  | 28     |

|  | Semifinalistas.                 |
|  | Descendido al RFU Championship. |

### Postemporada

#### Semifinal
| 16 de mayo de 2010 | Northampton Saints | 19 - 21 | Saracens |  |  |

| 16 de mayo de 2010 | Leicester Tigers | 15 - 6 | Bath |  |  |

#### Final
| 29 de mayo de 2010 | Leicester Tigers | 33 - 27 | Saracens |  |  |

| Bandera de Inglaterra    |
| Campeón Leicester Tigers |
| Noveno título            |